# ウィリアム・ギャン
ウィリアム・ディルバート・ギャン （William Delbert Gann、1878年6月6日 - 1955年6月18日）は、アメリカ合衆国の投資家。後述する「ギャンの価値ある28のルール」で知られている。手書きしかなかったアナログ全盛時代に米英の博物館資料まで精査し、独自の分析手法を数々生み出した。その中で価格の変動には周期性があることを発見、日本の株式チャートにおけるローソク足とほぼ同じものを独自に編み出し、発見した法則を厳正なルールで制御することによって生涯8割以上という驚異的な勝率を誇った。その的確な分析手法によって1929年の世界恐慌さえ1年以上前に予測してみせた。彼が実際にトレードしていた時から実に1世紀近くが経過した今でも崇拝者の非常に多い、強いカリスマ性を持つトレーダーである。テクニカル分析の始祖。

## 生涯
1878年6月6日、アメリカ合衆国テキサス州アンジェリーナ郡ラフキンにて、代々軍人の綿農家の子として生まれる。3人兄弟の筈だったが長兄が幼少期に死んでおり、実質2人兄弟の末っ子として育った。綿花栽培は豊作と不作を繰り返していたので、決して生活は楽ではなかった。しかしそれさえ“天意”ゆえ、「恨んでも仕方がない。神は決して自分たちを見捨てない」として、自らのおかれた状況を「甘んじて受け容れるほかない」という教育を受けた。ギャンの母はメソジストで、ギャンを牧師にしようとするくらい熱心だった。ギャンは幼いころから聖書を丸暗記させられたほどである。そして生家が貧乏だったので大学進学を諦め、親友の家が経営する近くの綿花工場で働いた。その工場で綿花取引のノウハウを学び、24歳頃から少ない投資で相場をやるようになった。但し、誰もがやるように最初期は大損もしている。それで一心発起して値動きの研究に勤しみだした。
人類最大の揺るぎないベストセラーたる聖書や、古代ギリシア以来綿々と続く数秘術・神秘学・占星術にも研究の目を向けた（天意を読み抜こうとした）。そうした動きの中でスコットランド式の第33期フリーメイソンに加入している（元々テキサスには、スペインの植民地として開拓されていった当初からイエズス会やクエーカー）教徒や、最近でも1993年2月28日にFBIと銃撃戦の挙句集団自殺した「ブランチ・ダビディアン」のような狂信的な教団が多かった。）
そして9ヶ月間に渡りニューヨークのアスター図書館、ロンドンの大英博物館の資料を過去700年間の物価と1820年以降の証券取引の記録を丹念に調べた（特にユニオン・パシフィック鉄道株を始めとするエドワード・ヘンリー・ハリマンの株価操作術を学んだ）。この徹底研究によってギャンは値動きの特性を把握した。そこには季節性・周期性・幅があることと、戻り値にも1/3や1/4付近といった相場が存在することなどを発見した。周期性はいわゆる「アニバーサリー・デイト」と呼ばれる記念日である。1929年9月3日の最高値と、1932年7月3日の最安値。以降何年間もアメリカの市況はこの前後1週間位に高値・安値の動きが続いた。
また値動きを折線グラフにした場合、特定の銘柄には特定の“型”があることを確信した。「スイング・インジケーター」である。
1908年にギャンはニューヨークのウォール街に出て成功した。『ウォール・ストリート・ジャーナル』の前身『The Ticker and Investment Digest』誌に掲載された記事には、当時30歳のギャンが既に適確無比なプライスと時期を予想して収益を上げていた実態が伝えられており、「科学的手法が斬新だ」と評されている。ギャンはそのまま切磋琢磨しつづけ、最終的には生涯に5000万USドル（現在価値に換算すると50億ドル）儲けた。
1914年には第一次世界大戦や株価暴落を予想して的中させたばかりか、1928年末「来年の見通し」として世界恐慌の時期と規模を凡そ当てている。（ギャンは9月3日だとしたが、「暗黒の木曜日」は10月24日だった。7週間＋2日の誤差があった訳だが、大局的な予想としては「的中」に類する）。

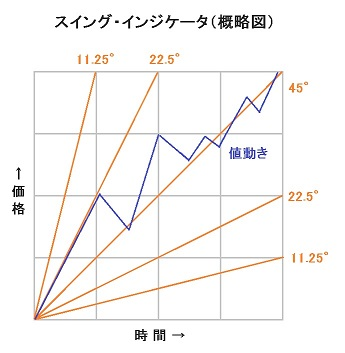
チャート模式図

1955年6月14日に死去。満77歳没。

## 手法
日々の相場を高値と安値、始値と終値の変形バーチャートを手書きで書き連ねた。これは現代日本で最も一般的な「ローソク足」の原形である（テクニカル分析の酒田五法を開発した本間宗久こそが開発者だという説も多くある）。レンジや型を見る折線グラフ「スイング・インジケーター」に、「時間と価格は均衡している」とみて方眼グラフに対角線（45°）とその半角線（22.5°）・さらに四半角線（11.25°）の放射線を引いて値動きのパターン分析を行った。
そういう中、有名な「ギャンの価値ある28のルール」を自戒的に綴っていく。これは“利大損小”のルール絶対主義である。

## ギャンの価値ある28のルール
1. 一度のトレードで資金の1/10以上損失が出るようなリスクは取らない。
2. 常にストップロス注文を使う。（毎回置く）
3. 取引を重複させない。（もし2つ以上の取引をオープンしていたら、最初の取引のルールに違反すべきではない。）
4. 利益を損失にしない。（含み益が出たら、ストップロス注文等でそれが含み損に陥らない状態にする。）
5. トレンドが分からない時は取引しない。トレンドに逆らった取引はしない。
6. 迷ったら出る。迷ったら入らない。
7. 活発な市場でのみ取引する。
8. 違う市場間でリスクを均等に分散する。
9. 指値注文はせず、成り行き注文で取引する。
10. 正当な理由がないのに手仕舞わない。
11. 取引で儲けた余剰利益は別の口座に置く。
12. 利益の薄い（scalp）取引はしない。
13. 損失を平均化しない。（ナンピンはしない）
14. 忍耐無く市場から抜け出したり、待つのが不安だからといって市場に入ったりしない。
15. 小さな利益と大きな損失を避ける。
16. ストップロス注文を置いたらキャンセルしない。
17. 市場に頻繁に出入りすることは避ける。
18. 相場の両サイド（ロング、ショート）からお金を稼ぐことに意欲的であること。
19. 価格が低いとか高いからと言って買ったり売ったりしない。（値頃感で取引しない）
20. 間違ったタイミングでのピラミッディングに注意する。ピラミッディングはレジスタンスを超えるか、サポートゾーンが壊された時のみ成されるべき。
21. ピラミッディングは適切なタイミングでは非常に有益な場合がある。買いの時に上昇トレンドが強く、売りの時に明確な下落トレンドがある商品を選択する。
22. 負けポジションをヘッジしない。ある商品をロングしていてそれが下がり始めたら、ヘッジするために他の商品をショートしてはいけない。市場から出る。損を確定し、次の機会を待つ。
23. 正当な理由が無い限り、ポジションを変えない。取引をする時は一定のルールに従って、正当な理由で取引をする。その後はトレンドが変わる明確な兆候が無い限り、出ない。
24. 長い期間での取引で儲けた時は、トレードを避ける。規律ある計画的な取引プログラムを維持する必要がある。
25. 天井や底を推測しようとしない。本当に天井か底かは市場が見せてくれる。
26. 盲目な人のアドバイスに従わない。
27. 最初の損失後は取引を減らす。決して増やさない。
28. 間違って入って間違って出てはいけないし、正しく入って間違って出てはいけない。これは二重の間違いである。

## 参考資料
- 日本テクニカルアナリスト協会 『W.D.ギャン著作集I』
- 日本テクニカルアナリスト協会 『W.D.ギャン著作集II』
- 林康史 『ギャンの相場理論』
- 林康史 『伝説の株必勝法「W.D.ギャンの28鉄則』
- ジョージ・マクロークリン『ギャン理論―すべての現象の中にルールがある』
- ジェームズ・ハイアーチェク『実践ギャン・トレーディング―相場はこうして読む』
- ロバート・クラウス『ギャン 神秘のスイングトレード―摂理に基づいた短期売買のタイミング』